# Christiaan Penceler
Christiaen Penceler (Duitsland, na 21 december 1677 – Meerhout, december 1736) was een Zuid-Nederlands orgelbouwer.
Hij werd geschoold in Duitsland en kwam op circa dertigjarige leeftijd in de Zuidelijke Nederlanden. Hij zou zich aanvankelijk in Antwerpen hebben gevestigd en vanaf 1711 in Leuven. Hij knoopte relaties aan met Jean-Baptiste Forceville in Brussel.
Vanaf 1728 vestigde hij zich in Mechelen.
Samen met Jean-Baptiste Forceville heeft Penceler gebroken met de 17de-eeuwse orgelbouwtradities in de Zuidelijke Nederlanden. Zij hebben met grote vakbekwaamheid allerlei vernieuwingen ingevoerd, die de Vlaamse hoge barok zouden kenmerken. Waar J.-B.Forceville door organoloog Ghislain Potvlieghe de "vader van het Vlaamse rococo-orgel" genoemd wordt, wordt Penceler de "vader van de Kempische barok" genoemd.
Een van zijn belangrijkste leerlingen was Jacobus Verbuecken die zich als zelfstandig orgelmaker in Geel vestigde.

## Werklijst orgels
- 1708-1726:herstellingswerken aan het orgel van Tongerlo.
- 1708 tot 1919: werken in het norbertinessenklooster te Herentals
- 1711:werkzaamheden aan de Sint-Quintinuskathedraal van Hasselt
- 1713-1714: ridder Corneel J.M. van den Brande de Reeth koopt een orgel van Christiaan Penceler en schenkt het aan de H. Maria Magdalenakeerk te Reet (provincie Antwerpen). Dit orgel wordt hersteld in 1778 door Van Peteghem (Gent), hersteld en aangepast in 1862-1870 door Merklin-Schütze (Brussel) en gerestaureerd 2008-2009 door Schumacher (Baelen-Eupen).
- 1714: Leuven Sint-Geertruikerk
- 1715-1717: Geel, Sint-Amanduskerk, met eiken orgelkast door Pieter Convent
- 1715-1718: Geel, Sint-Dimpnakerk, met orgelkast door "Peter Covent" (Kan. Dr. Milo H. Koyen, Twee nieuwe orgels van Christiaan  Penceler te Geel", p. 109, s.d., s.l.)
- 1724-1737: onderhoud van het klein orgel in de St. Rombouts-kathedraal te Mechelen
- 1729: verniewing van het groot orgel in de St Rombouts-kathedraal te Mechelen
- 1729: werkzaamheden aan het orgel te Pulle door Penceler samen met zijn leerling Jacobus Verbuecken
- 1732: Diest, Begijnhof